# علی لیالی
علی لیالی سیاستمدار ایرانی است. او در ۵ اردیبهشت ۱۳۸۸ با حکم اسفندیار رحیم مشایی رئیس وقت سازمان میراث فرهنگی به ریاست سازمان حج و زیارت رسید ولی پس از مخالفت سید علی خامنه‌ای با ورود سازمان حج به زیرمجموعه سازمان میراث فرهنگی که به معنی خروجش از مدیریت وزارت ارشاد بود، حکم علی لیالی لغو شد و او به عنوان معاون پارلمانی اسفندیار رحیم مشایی مشغول به کار شد. او در دولت حسن روحانی به مدیریت عامل شرکت فروشگاه‌های زنجیره‌ای رفاه رسید.

## پیشینه
- معاون وزیر فرهنگ و ارشاد اسلامی و رئیس سازمان حج و زیارت به مدت ۳ سال
- مدیر کل حج و زیارت استان تهران (۹ سال)
- مدیر کل حج و زیارت استان مازندران (۳ سال)
- مدیر کل امور مجلس سازمان میراث فرهنگی، صنایع دستی و گردشگری
- مدیر کل برنامه‌ریزی و نظارت سازمان حج و زیارت
- معاون مجلس و امور حقوقی جمعیت هلال احمر کشور[۳]

## بن‌مایه
1. ↑  «برکناری ناگهانی رئیس سازمان حج و زیارت کشور». عصر ایران.
2. ↑  «نفوذ جریان انحرافی در دولت تدبیر و امید/ معاون مشایی به اعتدالیون پیوست». پایگاه خبری فرهنگ انقلاب اسلامی. بایگانی‌شده از اصلی در ۶ اکتبر ۲۰۱۵. دریافت‌شده در ۶ اکتبر ۲۰۱۵.
3. ↑  «معاون مجلس و امور حقوقی جمعیت هلال‌احمر منصوب شد». روزنامهٔ شهروند.